# Leptocentrus carinatus
Leptocentrus carinatus är en insektsart som beskrevs av Ananthasubramanian 1980. Leptocentrus carinatus ingår i släktet Leptocentrus och familjen hornstritar. Inga underarter finns listade i Catalogue of Life.